# Sommarn
Sommarn är en ö i Finland. Den ligger i Finska viken och i kommunen Ingå i den ekonomiska regionen  Raseborg i landskapet Nyland, i den södra delen av landet. Ön ligger omkring 47 kilometer sydväst om Helsingfors.
Öns area är 6,9 hektar och dess största längd är 440 meter i sydväst-nordöstlig riktning.